# Born to Die (Grand Funk Railroad)
| Recensione                        | Giudizio    |
| --------------------------------- | ----------- |
| AllMusic                          |             |
| The New Rolling Stone Album Guide | [ 1 ]       |
| Sputnikmusic                      | 3.7 (Great) |
| Dizionario del Pop-Rock           | [ 3 ]       |
| 24.000 dischi                     | [ 4 ]       |

Born to Die è un album discografico del gruppo musicale rock statunitense Grand Funk Railroad, pubblicato dalla casa discografica Capitol Records nel gennaio del 1976.

## Tracce

### LP
Lato A
1. Born to Die – 5:39 (Mark Farner)
2. Dues – 5:35 (Don Brewer, Craig Frost)
3. Sally – 3:19 (Mark Farner)
4. I Fell for Your Love – 4:15 (Don Brewer, Craig Frost)
5. Talk to the People – 5:33 (Mark Farner, Craig Frost)

Lato B
1. Take Me – 5:09 (Don Brewer, Craig Frost)
2. Genevieve – 6:05 (Mark Farner, Don Brewer, Mel Schacher, Craig Frost)
3. Love Is Dyin' – 4:17 (Don Brewer)
4. Politician – 3:57 (Mark Farner)
5. Good Things – 4:23 (Mark Farner)

### CD
Edizione CD del 2003, pubblicato dalla Capitol Records (72435-80498-2-4)
1. Born to Die – 5:39 (Mark Farner)
2. Dues – 5:35 (Don Brewer, Craig Frost)
3. Sally – 3:19 (Mark Farner)
4. I Fell for Your Love – 4:15 (Don Brewer, Craig Frost)
5. Talk to the People – 5:33 (Mark Farner, Craig Frost)
6. Take Me – 5:09 (Don Brewer, Craig Frost)
7. Genevieve – 6:05 (Mark Farner, Don Brewer, Mel Schacher, Craig Frost)
8. Love Is Dyin' – 4:17 (Don Brewer)
9. Politician – 3:57 (Mark Farner)
10. Good Things – 4:23 (Mark Farner)
11. Bare Naked Women – 3:40 (Autore ignoto) – Traccia bonus - Live Rehearsal
12. Genevieve – 6:26 (Mark Farner, Don Brewer, Mel Schacher, Craig Frost) – Traccia bonus - Live Rehearsal

## Formazione
- Mark Farner - voce, chitarra
- Don Brewer - voce, batteria, percussioni
- Mel Schacher - basso
- Craig Frost - accompagnamento vocale, tastiere

Musicisti aggiunti
- Jimmy Hall (dei Wet Willie) - sassofono (brano: Talk to the People) e armonica (brano: Sally)
- Donna Hall - cori di sottofondo (brani: Take Me e Politician)

Note aggiuntive
- Jimmy Ienner - produttore
- Registrazioni effettuate al The Swamp
- Jack Sherdel - ingegnere delle registrazioni
- Kevin On Time Ayers - assistente ingegnere delle registrazioni
- Mixaggio effettuato al O.D.O. Studios di New York City, New York (Stati Uniti)
- Joseph Barbaria - assistente ingegnere del mixaggio
- Mastering effettuato al The Cutting Room di New York City, New York (Stati Uniti)
- Jean-Paul Goude - dipinto copertina frontale album originale
- Lynn Goldsmith - art direction copertina album originale e fotografia
- Ringraziamento speciale a: Mark Stebbeds e Jim Fackert[7]

## Classifica
Album
| Anno | Classifica    | Posizione raggiunta |
| ---- | ------------- | ------------------- |
| 1976 | Billboard 200 | 47                  |

Singoli
| Anno | Titolo del brano | Classifica        | Posizione raggiunta |
| ---- | ---------------- | ----------------- | ------------------- |
| 1976 | Take Me          | Billboard Hot 100 | 53                  |
| 1976 | Sally            | Billboard Hot 100 | 69                  |